# Recensement de la Grèce de 1928
Le recensement de la population de 1928 (en grec moderne : Ελληνική απογραφή του 1928), est le vingt-deuxième recensement officiel de la Grèce, réalisé du 15 au 16 mai 1928. Il s'agit de l'un des recensements les plus complets de l'État grec, avec celui de 1920, car il comprend des questions sur le sexe, l'âge, la religion, la langue et le statut professionnel des personnes recensées. La principale préoccupation du recensement est de compter les réfugiés qui ont fui vers le territoire grec après la convention gréco-turque de Lausanne, qui prévoyait l'échange obligatoire des chrétiens grecs en Turquie et des résidents musulmans en Grèce. Des formulaires de recensement individuels ont été utilisés lors de ce recensement. La population totale réelle du pays s’élève à 6 204 684 habitants.
La superficie totale au moment du recensement est de 129 281 km2, soit une diminution par rapport au recensement précédent, due aux territoires perdus (Thrace orientale, Imbros, Ténédos) après la signature du traité de Lausanne. La densité est donc de 47,9 habitants par kilomètre carré. Le nombre de réfugiés est de 1 221 849, soit 19,7 % de la population totale. La population urbaine a également fortement augmenté ; 31,1% de la population vit dans des zones urbaines, 14,5 dans des zones semi-urbaines et 54,4 dans des zones rurales.

## Situation géographique
Au moment du recensement, la Grèce a atteint approximativement ses dimensions actuelles. Plus précisément, elle comprend le Péloponnèse, la Grèce-Centrale, les îles de la mer Égée, îles Ioniennes, la Crète, la Thessalie, l'Épire, la Macédoine et la Thrace. Toutefois, les îles de la mer Égée excluent le Dodécanèse occupé par l'Italie et les îles d'Imbros et de Ténédos, qui ont été cédées à la Turquie. Les territoires perdus par la Grèce, après la  comprennent également la Thrace orientale. Enfin, selon le recensement, la Grèce est divisée en 38 préfectures, 141 provinces, 53 municipalités et 4 990 communautés, avec un nombre total de 10 952 villes et villages, selon la division administrative de 1912. 

## Population par zone géographique
| Ordre | Région                  | Population |
| ----- | ----------------------- | ---------- |
| 1     | Grèce-Centrale et Eubée | 1 601 396  |
| 2     | Thessalie               | 493 213    |
| 3     | Îles Ioniennes          | 213 157    |
| 4     | Cyclades                | 129 702    |
| 5     | Péloponnèse             | 1 044 773  |
| 6     | Macédoine               | 1 411 769  |
| 7     | Épire                   | 312 634    |
| 8     | Îles Égéennes           | 307 734    |
| 9     | Crète                   | 386 427    |
| 10    | Thrace                  | 303 876    |
|       | Total Grèce             | 6 204 684  |